# Аглаура
Аглаура (грч. Ἄγραυλος) је у грчкој митологији било име више личности.

## Митологија
1. Актејева кћерка која се удала за Кекропа и са њим имала децу: Ерисихтона, Аглауру, Херсу и Пандросу.[1]
2. Аглаура, кћерка претходно наведене.[1]
3. Аглаура је била дете рођено из инцестуозне везе Ерехтеја и Прокриде.[1]

## Напомена
Друго име за прве две личности (мајку и кћерку) је и Аграула.